# Orio Vergani
Pour les articles homonymes, voir Vergani.
Orio Vergani, né en 1898 ou le 6 février 1899, à Milan selon les sources et mort le 6 avril 1960 à Milan, est un journaliste, photographe et écrivain italien de la première moitié du XXe siècle.

## Biographie
Orio Vergani est né à Milan. Il passe son  adolescence à Chioggia, à Sansepolcro, à Viterbe, à Colorno. À l'âge de quinze ans, il publie une première nouvelle dans une revue, Il secolo XIX, dirigée par Pio Schinetti,.
Il interrompt ses études et s'installe à Rome où il devient l'ami de Federigo Tozzi. Luigi Pirandello lit ses récits et le considère comme le plus prometteur de ses disciples. À l'âge de vingt ans, il publie son premier livre de nouvelles, Acqua alla gola, alors qu'il exerce  une intense activité journalistique pour la Tribuna, le Il messaggero della domenica, et l' Idea Nazionale,.
Orio se considère comme un fils d'art, sa famille ayant exercé dans la littérature, le journalisme et le théâtre depuis cent ans. Vittorio Podrecca, fondateur du Teatro dei Piccoli et Guido Podrecca, député socialiste et fondateur de l'hebdomadaire anticlérical L'Asino sont les frères ainés de sa mère. Sa sœur, Vera Vergani, a été la première interprète de « Six personnages en quête d'auteur »,.
En 1953, il fonde l'Accademia italiana della cucina, une association culturelle qui lutte pour la sauvegarde de l'art de la table à l'italienne dont il est le premier président jusqu'à sa mort.

## Théâtre
En 1926 Pirandello met en scène Cammino sulle acque, comédie considérée parmi les plus singulières et les plus courageuses de l'époque et reprise dans les années 1950 par le Piccolo Teatro di Milano.
À 26 ans, Vergani est appelé par Ugo Ojetti à la Corriere della Sera comme envoyé spécial. Il travaille 34 ans pour ce journal couvrant la page politique, la troisième page et la page sportive
Après avoir publié Soste del capogiro et Fantocci del carosello immobile, il écrit, alors âgé de 30 ans, le roman Io, povero negro et peu de temps après la nouvelle Domenica al mare (1931).

## Littérature
Orio Vergani remporte différents prix dont le prix Viareggio. Dans ces récits, il reste fidèle au naturalisme après une première expérience du réalisme magique. Il est l'un des fondateurs du prix Bagutta qui est le premier prix littéraire italien.

## Sport
Dans le journalisme sportif il a commenté en les suivant 25 tours d'Italie et autant de tours de France.

## Prix et récompenses
- 1939, Prix Viareggio avec le recueil Basso profondo
- 1942, Prix de l'Académie d'Italie pour le roman Recita in collegio'
- 1957, Prix Marzotto pour le roman Udienza a porte chiuse[4]

## Publications
- Cammino sulle acque[4].
- Soste del capogiro
- Fantocci del carosello immobile
- Io, povero negro
- Domenica al mare
- Basso profondo